# Вінсент Янссен
Вінсент Янссен (нід. Vincent Janssen, нар. 15 червня 1994, Геш, Нідерланди) — нідерландський футболіст, нападник бельгійського клубу «Антверпен».
Виступав, зокрема, за клуби «Алмере Сіті» та АЗ, а також національну збірну Нідерландів.

## Клубна кар'єра
Вихованець юнацьких команд футбольних клубів «Неймеген» та «Феєнорд».
У дорослому футболі дебютував 2013 року виступами за команду клубу «Алмере Сіті», в якій провів два сезони, взявши участь у 69 матчах чемпіонату. Більшість часу, проведеного у складі, був основним гравцем атакувальної ланки команди. У складі був одним з головних бомбардирів команди, маючи середню результативність на рівні 0,42 голу за гру чемпіонату.
Своєю грою за цю команду привернув увагу представників тренерського штабу клубу АЗ, до складу якого приєднався 2015 року. Відіграв за команду з Алкмара наступний сезон своєї ігрової кар'єри. Граючи у складі «АЗ» також здебільшого виходив на поле в основному складі команди. У новому клубі у першому ж сезоні став не лише найкращим голеодором команди, але й найкращим бомбардиром нідерландської Ередивізі, забивши 27 голів у 34 іграх чемпіонату.
До складу англійського «Тоттенгем Готспур» молодий нідерландець приєднався 2016 року. Відігравши за лондонський клуб три сезони та 31 матч в національному чемпіонаті. З 8 вересня 2017 року до літа 2018 року на правах оренди захищав кольори турецького клубу «Фенербахче».
26 липня 2019 року Вінсент перейшов до мексиканської команди «Монтеррей» в складі якого відіграв три сезони.
18 червня 2022 року Янссен уклав чотирирічний контракт з бельгійським клубом «Антверпен».

## Виступи за збірні
2008 року дебютував у складі юнацької збірної Нідерландів, взяв участь у 5 іграх на юнацькому рівні, відзначившись 2 забитими голами.
Протягом 2014 року залучався до складу молодіжної збірної Нідерландів. На молодіжному рівні зіграв у 12 офіційних матчах, забив 10 голів.
2016 року дебютував в офіційних матчах у складі національної збірної Нідерландів. У формі головної команди країни провів 22 матчі, забивши 7 голів, зокрема входив до складу збірної на чемпіонаті світу 2022 року в Катарі. 12 березня 2023 року Вінсент оголосив про завершення кар'єри гравця національної збірної.
| Дата       | Місто     | Господарі  | Результат | Гості       | Турнір                             | Голи | Примітки  |
| ---------- | --------- | ---------- | --------- | ----------- | ---------------------------------- | ---- | --------- |
| 25-3-2016  | Амстердам | Нідерланди | 2 – 3     | Франція     | товариський матч                   | -    | 81'       |
| 29-3-2016  | Лондон    | Англія     | 1 – 2     | Нідерланди  | товариський матч                   | 1    | 90+2'     |
| 27-5-2016  | Дублін    | Ірландія   | 1 – 1     | Нідерланди  | товариський матч                   | -    | 75'       |
| 1-6-2016   | Гданськ   | Польща     | 1 – 2     | Нідерланди  | товариський матч                   | 1    | 74'       |
| 4-6-2016   | Відень    | Австрія    | 0 – 2     | Нідерланди  | товариський матч                   | 1    | 20' - 65' |
| 1-9-2016   | Ейндговен | Нідерланди | 1 – 2     | Греція      | товариський матч                   | -    |           |
| 6-9-2016   | Стокгольм | Швеція     | 1 – 1     | Нідерланди  | Відбір до ЧС 2018                  | -    |           |
| 7-10-2016  | Роттердам | Нідерланди | 4 – 1     | Білорусь    | Відбір до ЧС 2018                  | 1    | 84'       |
| 10-10-2016 | Амстердам | Нідерланди | 0 – 1     | Франція     | Відбір до ЧС 2018                  | -    |           |
| 9-11-2016  | Амстердам | Нідерланди | 1 – 1     | Бельгія     | товариський матч                   | -    | 27'       |
| 31-5-2017  | Марракеш  | Марокко    | 1 – 2     | Нідерланди  | товариський матч                   | 1    | 73'       |
| 4-6-2017   | Роттердам | Нідерланди | 5 – 0     | Кот-д'Івуар | товариський матч                   | 1    | 77'       |
| 9-6-2017   | Роттердам | Нідерланди | 5 – 0     | Люксембург  | Відбір до ЧС 2018                  | 1    |           |
| 31-8-2017  | Сен-Дені  | Франція    | 4 – 0     | Нідерланди  | Відбір до ЧС 2018                  | -    | 64'       |
| 3-9-2017   | Амстердам | Нідерланди | 3 – 1     | Болгарія    | Відбір до ЧС 2018                  | -    |           |
| 7-10-2017  | Борисов   | Білорусь   | 1 – 3     | Нідерланди  | Відбір до ЧС 2018                  | -    | 68'       |
| 10-10-2017 | Амстердам | Нідерланди | 2 – 0     | Швеція      | Відбір до ЧС 2018                  | -    | 71'       |
| 14-6-2022  | Роттердам | Нідерланди | 3 – 2     | Уельс       | Ліга націй УЄФА 2022-2023 - 1º тур | -    | 73'       |
| 22-9-2022  | Варшава   | Польща     | 0 – 2     | Нідерланди  | Ліга націй УЄФА 2022-2023 - 1º тур | -    | 52' 82'   |
| 25-9-2022  | Амстердам | Нідерланди | 1 – 0     | Бельгія     | Ліга націй УЄФА 2022-2023 - 1º тур | -    | 46'       |
| 21-11-2022 | Доха      | Сенегал    | 0 – 2     | Нідерланди  | ЧС 2022 - 1º тур                   | -    | 62'       |
| 29-11-2022 | Ель-Хаур  | Нідерланди | 2 – 0     | Катар       | ЧС 2022 - 1º тур                   | -    | 66'       |
| Усього     |           | Матчів     | 22        |             | Голів                              | 7    |           |

## Титули і досягнення
- Чемпіон Мексики (1):

«Монтеррей»: 2019 А
- Володар Кубка Мексики (1):

«Монтеррей»: 2019-20
- Володар Ліги чемпіонів КОНКАКАФ (1):

«Монтеррей»: 2021
- Володар Кубка Бельгії (1):

«Антверпен»: 2022-23
- Чемпіон Бельгії (1):

«Антверпен»: 2022-23
- Найкращий бомбардир чемпіонату Ередивізі:

2015-2016 (27 голів)